# Videohra

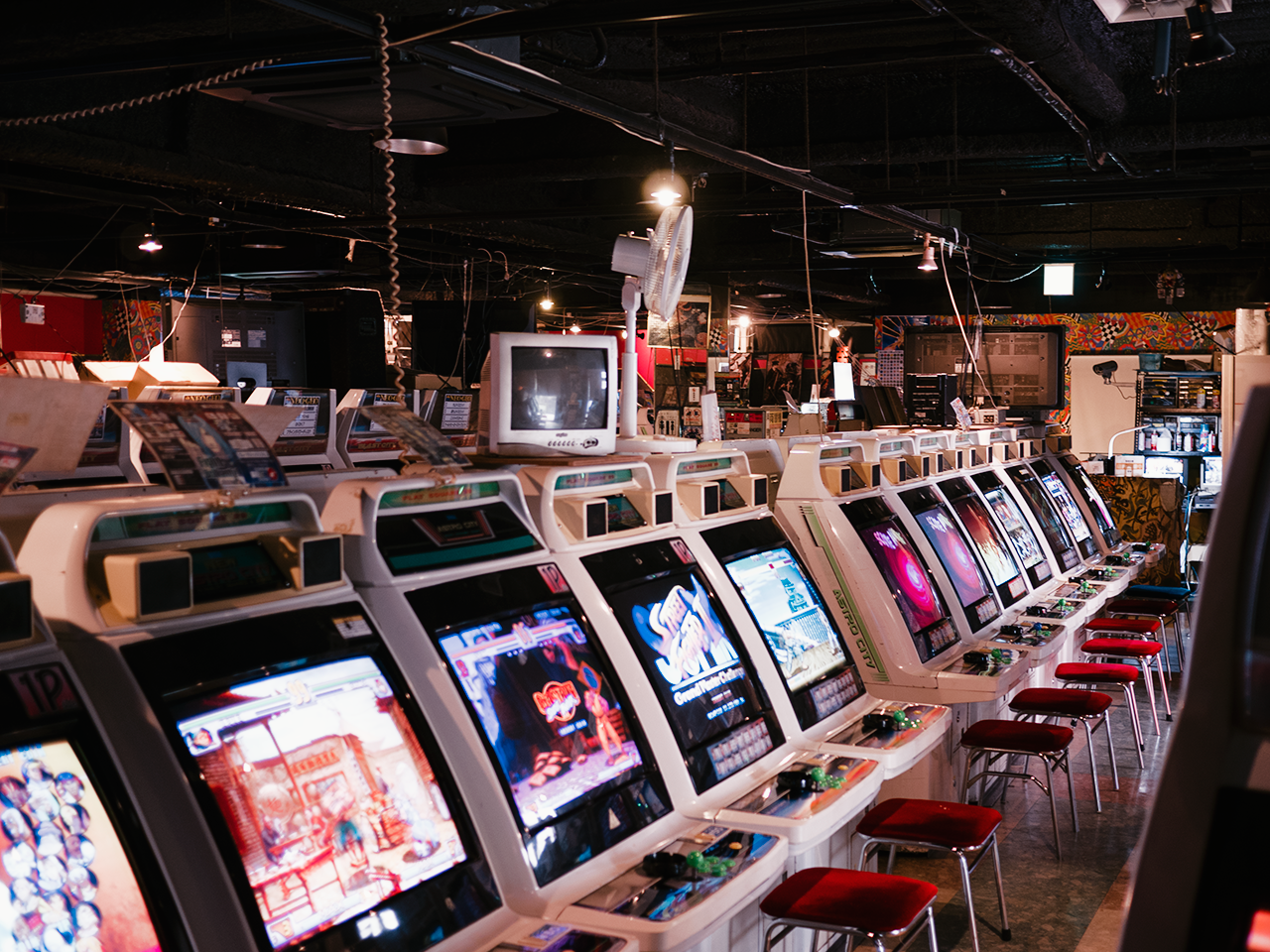
Videohry v tokijském Mikado Game Center

Videohra je interaktivní elektronická hra a zábavní software, která kromě zábavy může nabídnout i rozvoj dovedností. Základem videohry může být příběh, ale není to podmínkou (například Tetris); lze se rovněž setkat s výrazem „interaktivní fikce“, avšak některé hry jako např. Age of Empires jsou založeny na historických skutečnostech.
Videohra je tvořena dvěma aspekty; prvním aspektem jsou audiovizuální prvky a druhým software, prostřednictvím kterého dochází k interakci s audiovizuálními prvky.
Hraní videoher umožňuje platforma. Mezi oblíbené využívané platformy patří osobní počítače a notebooky, mobilní telefony a tablety, herní konzole jako PlayStation, Nintendo či Xbox, dále také internetové prohlížeče, brýle pro virtuální realitu nebo zařízení jako je Apple TV atp.
Videoherním displejem může být např. monitor či televizní obrazovka.

## Historie
Historie videoher sahá do 40. let 20. století. Mezi roky 1947 a 1948 přišla americká dvojice Thomas T. Goldsmith a Estle R. Mann se simulátorem letící střely, pro který využili osmi katodových trubic; dvojice si tuto hru nechala patentovat. Lze ji považovat za jednoho z prvních předchůdců videoher na světě.
Roku 1958 představil americký fyzik William Higinbotham hru pro dva hráče Tennis for Two, tenisový simulátor se dvěma ovladači. Běžela na analogovém počítači v Brookhaven National Laboratory v New Yorku, kde se vědci zabývali mimo jiné jaderným výzkumem.
V letech 1961 až 1962 se studentům amerického MIT podařilo naprogramovat hru Spacewar! běžící na počítači DEC PDP-1, ve které se dva hráči ujmuli každý vlastní vesmírné lodi.
V 80. letech 20. století se videohry staly nedílnou součástí zábavního průmyslu.

## Dělení her

### Podle platformy

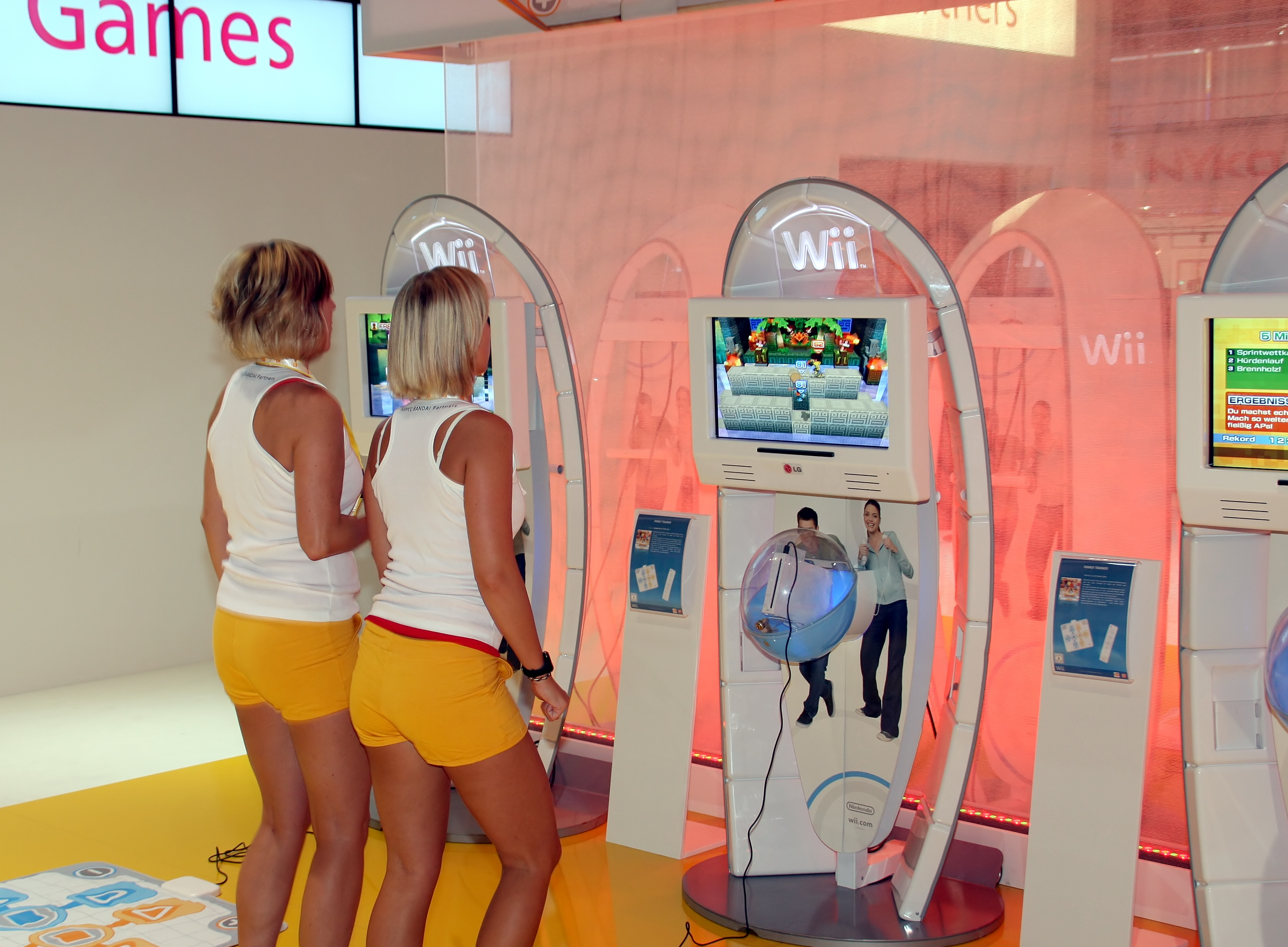
Hra na konzoli Nintendo Wii (veletrh Gamescom v Kolíně nad Rýnem)

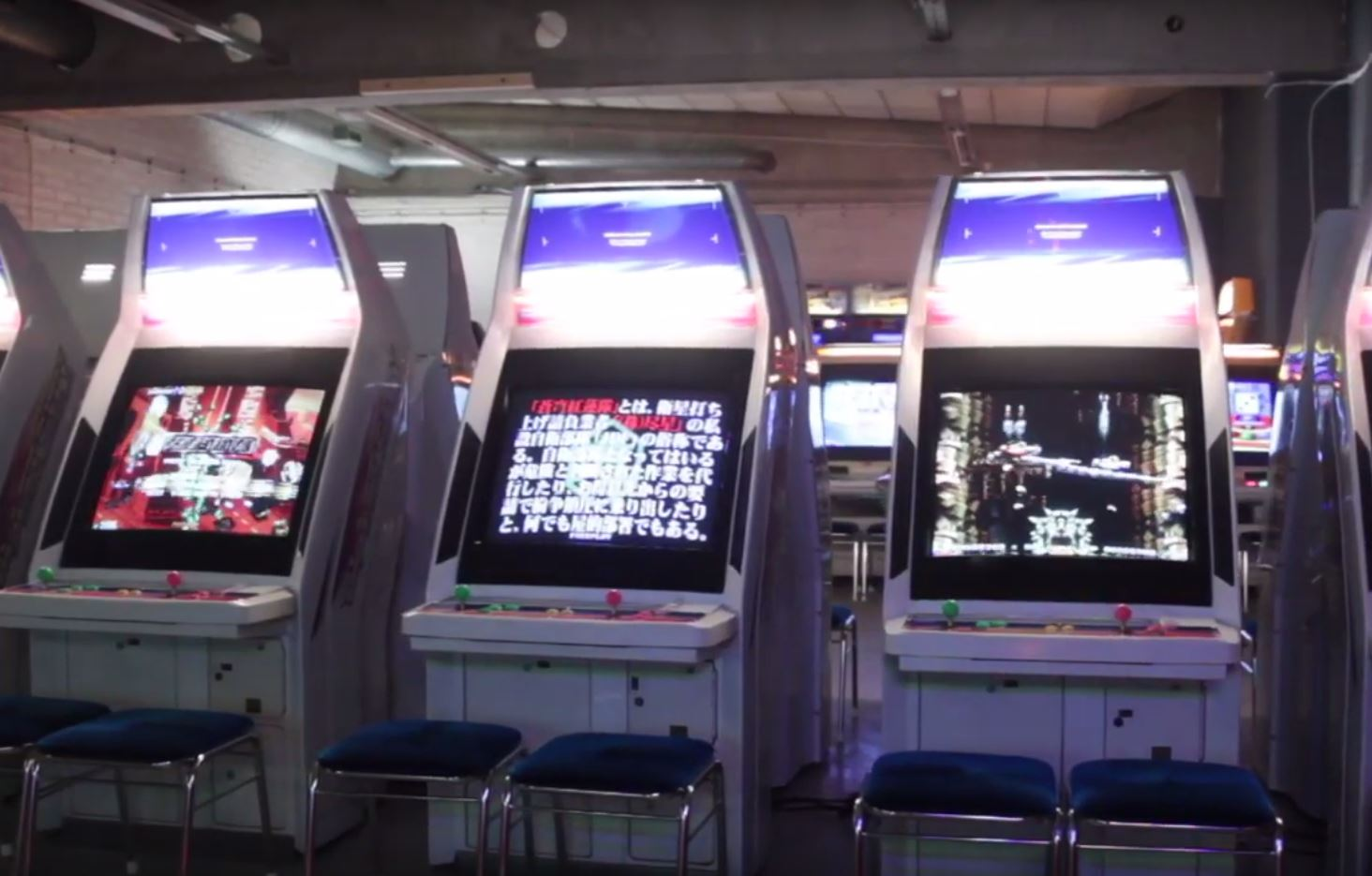
Arkádové automaty v helsinské herně Sugoi

Videohry se od elektronických her obecně odlišují tím, že vyžadují ke spuštění platformu tvořenou počítačovým hardwarem a souvisejícím operačním systémem, jež zpracovává vstupy od hráče z určitého typu vstupního zařízení a zobrazuje výsledky na výstupním displeji. Hry jsou obvykle určeny pro hraní na jedné nebo vícero platformách; společnosti tak někdy vytvářejí hry exkluzivně pro určitou platformu, aby získali na herním trhu konkurenční výhodu. Některé firmy, jako je Microsoft, však podporují myšlenku unifikace a nabízejí ve hrách možnost multiplatformního hraní, kdy mohou hráči hrát pospolu online na odlišných platformách. Je také nutné zmínit, že se společnosti, pro něž byla typická strategie exkluzivních her, jmenovitě například Sony, začínají zaměřovat na další platformy. Jedním z důvodů může být vylepšení svých finančních výsledků díky větším prodejům. Pokud byla hra vyvinuta na jinou platformu, než pro kterou byla zpočátku určena, označuje se daná verze jako port nebo konverze; existují zde také remastery a remaky. U remasterů je většina zdrojového kódu původní hry použita znovu a grafické assety, modely a herní úrovně jsou aktualizovány a vylepšeny pro moderní systémy. V případě remaků dochází kromě grafických a jiných vylepšení k celkovému přepracování původní hry.
Arkádové hry

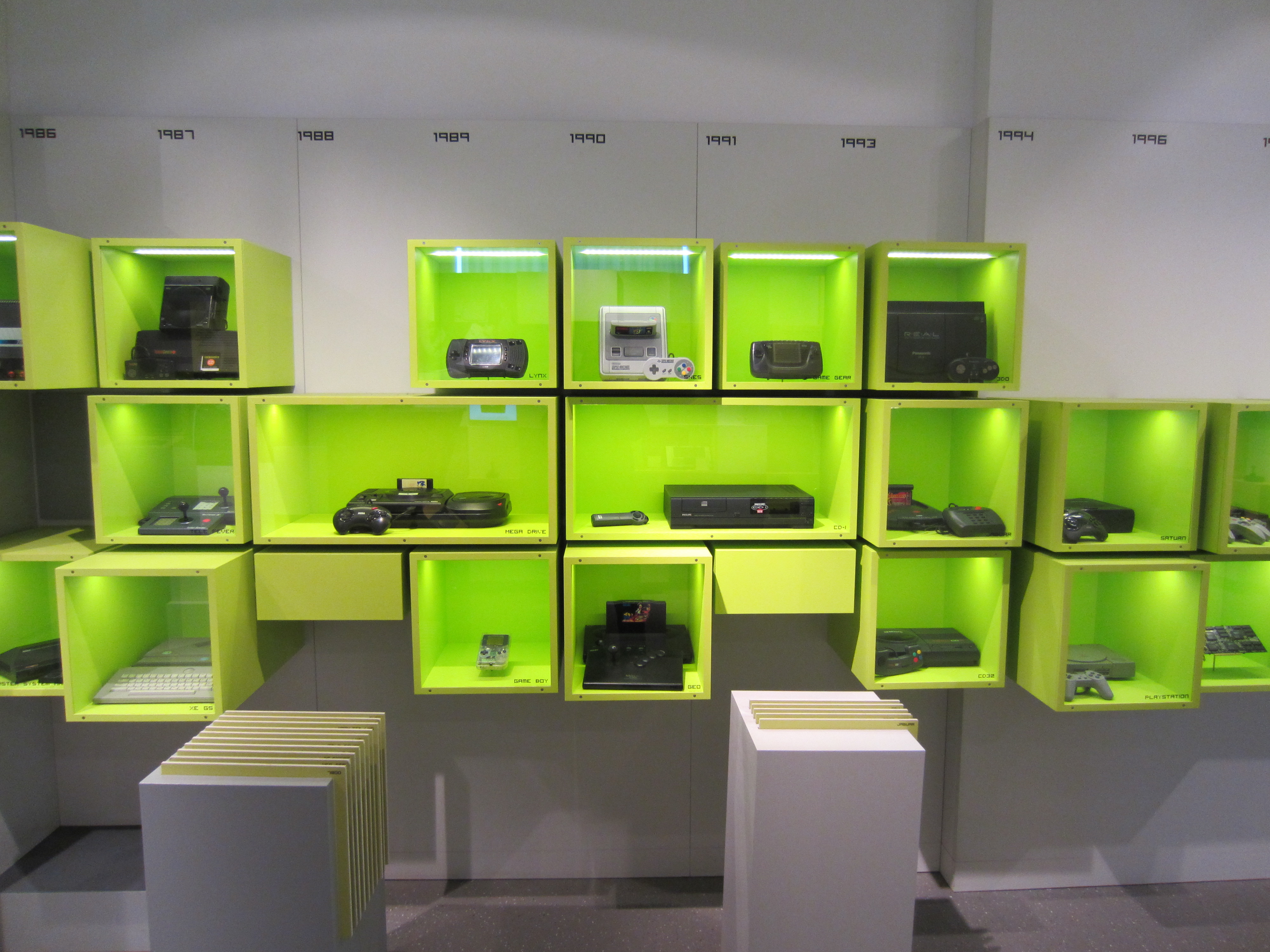
Různé herní konzole v Muzeu počítačových her v Berlíně

- Arkádové hry, které využívají arkádových automatů.

Konzolové hry
- Konzolové hry, které využívají televizní obrazovku s herní konzolí.

Počítačové hry
- Počítačové hry, které využívají monitor a počítač.

Mobilní hry
- Mobilní hry, které využívají mobilní zařízení, jako je telefon a tablet.

Webové hry
- Webové hry jsou počítačové hry ovládané prostřednictvím prohlížeče, samotná hra běží na serveru.

Hry ve virtuální realitě
- Hry ve virtuální realitě

Cloudové hraní
- Cloudové hraní vyžaduje minimální hardwarové zařízení, jež se připojuje k systémům poskytovatele cloudového hraní. Může jím být osobní počítač, konzole, notebook, mobilní telefon nebo dokonce dedikované zařízení připojené k displeji s dobrým připojením k internetu.[17][18][19] Hra se vypočítává a vykresluje na vzdáleném hardwaru[19][17] pomocí řady prediktivních metod, které snižují latenci (zpoždění) sítě mezi vstupem hráče a výstupem na jeho zobrazovacím zařízení.[20] Například služby Xbox Cloud Gaming a PlayStation Now používají vlastní dedikované blade servery v cloudových centrech.[21][22]

### Podle žánru
Podobně jako většinu jiných děl i videohry lze dělit na různé žánry; na rozdíl od filmů a televizních pořadů, jež se dělí podle vizuálních nebo příběhových prvků, se však videohry obecně dělí do žánrů na základě její hratelnosti. Jedná se totiž o primární způsob, jakým člověk s videohrou interaguje. Prostředí příběhu nemá vliv na hratelnost; střílečka je stále střílečkou bez ohledu na to, zda se odehrává ve fantasy světě nebo ve vesmíru. Výjimkou je žánr hororových her, jenž se používá pro hry, které jsou založeny na příběhových prvcích hororu, nadpřirozena a psychologického hororu.
Názvy žánrů obvykle samy o sobě označují, o jaký druh hratelnosti se jedná, například akční hry, hry na hrdiny nebo shoot ’em up. Některé názvy jsou však odvozeny od děl, které žánr definovaly, například roguelike od hry Rogue, klony Grand Theft Auto od hry Grand Theft Auto III a battle royale od filmu Battle Royale. Názvy se také mohou v průběhu času měnit, protože hráči, vývojáři a média přicházejí s novými termíny; například střílečky z pohledu první osoby se původně nazývaly „klony Doomu“ na základě videohry Doom (1993). V rámci herních žánrů existuje hierarchie. Hlavní žánry, jako jsou „střílečky“ a „akční hry“, vystihují základní hratelnost her a mohou se dělit na několik specifických podžánrů, v rámci stříleček se může jednat například o hry z pohledu první a třetí osoby; existují také některé mezižánrové typy, které je možné řadit mezi hlavní žánry, příkladem jsou akční adventury.

### Podle režimu

LAN party na DreamHacku v roce 2004 se stovkami hráčů

Herní režim, nebo též mód, popisuje, kolik hráčů může hru používat ve stejnou dobu. Hry se především dělí pro jednoho hráče nebo pro více hráčů. V rámci druhé kategorie je možné hry dále dělit podle toho, jakým způsobem jsou hrány, zdali lokálně na stejném zařízení, na samostatných zařízeních propojených místní sítí (jako jsou LAN party), nebo online. Většina her pro více hráčů je založena na kompetitivním hraní, mnohé z nich však nabízejí kooperaci a hraní v týmu i asymetrické hraní. Online hry mohou využívat serverové struktury podporující stovky hráčů najednou, jedná se o masivně multiplayerové online hry (MMO).